# Orthoklaas
Het mineraal orthoklaas is een kalium-aluminium-tectosilicaat, een verbinding van tectosilicaationen met kalium en aluminium met molecuulformule KAlSi3O8. Het is een veldspaat. De naam is afgeleid van de Griekse woorden ὀρθός, orthos, recht en κλάσoς, klasos, dat breken betekent. Het is doorzichtig tot doorschijnend, het heeft geen duidelijke kleur of is wit of roze tot groenig geel, het heeft een witte streepkleur en een glasglans. Het heeft een monoklien kristalstelsel en een perfecte splijting volgens het kristalvlak [001] en een goede volgens [010]. De massadichtheid is 2,56 kg/l, de hardheid is per definitie 6 en de radioactiviteit van orthoklaas is nauwelijks meetbaar. Orthoklaas komt in de kaliveldspaat-reeks voor. Het is in deze reeks een mineraal waar kalium in voorkomt. Het is een zeer veel voorkomende veldspaat, in zowel intrusief als extrusief stollingsgesteente en in metamorf gesteente.